# Vuelta a Castilla y León 2018
Vuelta a Castilla y León 2018 var den 33. udgave af det spanske landevejscykelløb i den spanske autonome region Castilla y León. Løbet foregik i perioden 20. til 22. april 2018. Løbet var en del af UCI Europe Tour 2018 og var i kategorien 2.1. Den samlede vinder af løbet blev spanske Rubén Plaza fra Israel Cycling Academy.

## Ryttere og hold
| UCI WorldTeam- Movistar Team UCI Professionelle kontinentalthold (7)- Caja Rural-Seguros RGA - Euskadi Basque Country-Murias - Burgos-BH - Delko-Marseille Provence-KTM - Israel Cycling Academy - Rally Cycling - Manzana Postobón UCI Kontinentalhold (9)- Fundación Euskadi - Efapel - Sporting-Tavira - W52-FC Porto - Liberty Seguros-Carglass - Medellín-Éxito - Inteja Dominican Cycling Team - Interpro Stradalli - Lokosphinx |
| |

## Etaperne
| Etape    | Dato     | Start – Mål                | type              | Afstand (km) | Etapevinder    | Førende rytter |
| -------- | -------- | -------------------------- | ----------------- | ------------ | -------------- | -------------- |
| 1. etape | 20. apr. | Alba de Tormes – Salamanca | kuperet etape     | 187,4        | Carlos Barbero | Carlos Barbero |
| 2. etape | 21. apr. | Valladolid – Palencia      | flad etape        | 183,3        | Mihkel Räim    | Carlos Barbero |
| 3. etape | 22. apr. | Segovia – Ávila            | middel bjergetape | 170,6        | Rubén Plaza    | Rubén Plaza    |

### 1. etape
| \| Etaperesultat \| Etaperesultat \| Etaperesultat \| Etaperesultat \| Etaperesultat \| \| Rytter \| Rytter \| Hold \| Tid \| \| \| ------------- \| -------------------- \| ---------------------- \| ------------- \| ------------- \| \| 1. \| Carlos Barbero \| Movistar Team \| 4t 35' 29" \| \| \| 2. \| Jon Aberasturi \| Euskadi-Murias \| + 0" \| \| \| 3. \| Eduard Prades \| Euskadi-Murias \| + 0" \| \| \| 4. \| Raymond Kreder \| Team Ukyo \| + 0" \| \| \| 5. \| Kirill Svesjnikov \| Lokosphinx \| + 0" \| \| \| 6. \| Nelson Soto \| Caja Rural-Seguros RGA \| + 0" \| \| \| 7. \| Enrique Sanz \| Euskadi-Murias \| + 0" \| \| \| 8. \| Mario González Salas \| Sporting-Tavira \| + 0" \| \| \| 9. \| Colin Joyce \| Rally Cycling \| + 0" \| \| \| 10. \| Samuel Caldeira \| W52-FC Porto \| + 0" \| \| |                      |                        |            |
| |                      |                        |            |
| |                      |                        |            |
| Etaperesultat |                      |                        |            |
| Rytter | Rytter               | Hold                   | Tid        |
| 1. | Carlos Barbero       | Movistar Team          | 4t 35' 29" |
| 2. | Jon Aberasturi       | Euskadi-Murias         | + 0"       |
| 3. | Eduard Prades        | Euskadi-Murias         | + 0"       |
| 4. | Raymond Kreder       | Team Ukyo              | + 0"       |
| 5. | Kirill Svesjnikov    | Lokosphinx             | + 0"       |
| 6. | Nelson Soto          | Caja Rural-Seguros RGA | + 0"       |
| 7. | Enrique Sanz         | Euskadi-Murias         | + 0"       |
| 8. | Mario González Salas | Sporting-Tavira        | + 0"       |
| 9. | Colin Joyce          | Rally Cycling          | + 0"       |
| 10. | Samuel Caldeira      | W52-FC Porto           | + 0"       |

| \| Samlede stilling \| Samlede stilling \| Samlede stilling \| Samlede stilling \| Samlede stilling \| \| Rytter \| Rytter \| Hold \| Tid \| \| \| ---------------- \| -------------------- \| ---------------------- \| ---------------- \| ---------------- \| \| 1. \| Carlos Barbero \| Movistar Team \| 4t 35' 16" \| \| \| 2. \| Jon Aberasturi \| Euskadi-Murias \| + 7" \| \| \| 3. \| Eduard Prades \| Euskadi-Murias \| + 9" \| \| \| 4. \| Diego Rubio \| Burgos-BH \| + 11" \| \| \| 5. \| Dmitrij Strakhov \| Lokosphinx \| + 12" \| \| \| 6. \| Raymond Kreder \| Team Ukyo \| + 13" \| \| \| 7. \| Kirill Svesjnikov \| Lokosphinx \| + 13" \| \| \| 8. \| Nelson Soto \| Caja Rural-Seguros RGA \| + 13" \| \| \| 9. \| Enrique Sanz \| Euskadi-Murias \| + 13" \| \| \| 10. \| Mario González Salas \| Sporting-Tavira \| + 13" \| \| |                      |                        |            |
| |                      |                        |            |
| |                      |                        |            |
| Samlede stilling |                      |                        |            |
| Rytter | Rytter               | Hold                   | Tid        |
| 1. | Carlos Barbero       | Movistar Team          | 4t 35' 16" |
| 2. | Jon Aberasturi       | Euskadi-Murias         | + 7"       |
| 3. | Eduard Prades        | Euskadi-Murias         | + 9"       |
| 4. | Diego Rubio          | Burgos-BH              | + 11"      |
| 5. | Dmitrij Strakhov     | Lokosphinx             | + 12"      |
| 6. | Raymond Kreder       | Team Ukyo              | + 13"      |
| 7. | Kirill Svesjnikov    | Lokosphinx             | + 13"      |
| 8. | Nelson Soto          | Caja Rural-Seguros RGA | + 13"      |
| 9. | Enrique Sanz         | Euskadi-Murias         | + 13"      |
| 10. | Mario González Salas | Sporting-Tavira        | + 13"      |

### 2. etape
| \| Etaperesultat \| Etaperesultat \| Etaperesultat \| Etaperesultat \| Etaperesultat \| \| Rytter \| Rytter \| Hold \| Tid \| \| \| ------------- \| ----------------- \| ---------------------- \| ------------- \| ------------- \| \| 1. \| Mihkel Räim \| Israel Cycling Academy \| 4t 14' 10" \| \| \| 2. \| Jon Aberasturi \| Euskadi-Murias \| + 0" \| \| \| 3. \| Enrique Sanz \| Euskadi-Murias \| + 0" \| \| \| 4. \| Raymond Kreder \| Team Ukyo \| + 0" \| \| \| 5. \| Kirill Svesjnikov \| Lokosphinx \| + 0" \| \| \| 6. \| Daniel López \| Burgos-BH \| + 0" \| \| \| 7. \| Edwin Ávila \| Israel Cycling Academy \| + 0" \| \| \| 8. \| Carlos Barbero \| Movistar Team \| + 0" \| \| \| 9. \| Daniel Mestre \| Efapel \| + 0" \| \| \| 10. \| Colin Joyce \| Rally Cycling \| + 0" \| \| |                   |                        |            |
| |                   |                        |            |
| |                   |                        |            |
| Etaperesultat |                   |                        |            |
| Rytter | Rytter            | Hold                   | Tid        |
| 1. | Mihkel Räim       | Israel Cycling Academy | 4t 14' 10" |
| 2. | Jon Aberasturi    | Euskadi-Murias         | + 0"       |
| 3. | Enrique Sanz      | Euskadi-Murias         | + 0"       |
| 4. | Raymond Kreder    | Team Ukyo              | + 0"       |
| 5. | Kirill Svesjnikov | Lokosphinx             | + 0"       |
| 6. | Daniel López      | Burgos-BH              | + 0"       |
| 7. | Edwin Ávila       | Israel Cycling Academy | + 0"       |
| 8. | Carlos Barbero    | Movistar Team          | + 0"       |
| 9. | Daniel Mestre     | Efapel                 | + 0"       |
| 10. | Colin Joyce       | Rally Cycling          | + 0"       |

| \| Samlede stilling \| Samlede stilling \| Samlede stilling \| Samlede stilling \| Samlede stilling \| \| Rytter \| Rytter \| Hold \| Tid \| \| \| ---------------- \| ----------------- \| ---------------------------- \| ---------------- \| ---------------- \| \| 1. \| Carlos Barbero \| Movistar Team \| 8t 49' 26" \| \| \| 2. \| Jon Aberasturi \| Euskadi-Murias \| + 1" \| \| \| 3. \| Enrique Sanz \| Euskadi-Murias \| + 9" \| \| \| 4. \| Eduard Prades \| Euskadi-Murias \| + 9" \| \| \| 5. \| Ángel Madrazo \| Delko-Marseille Provence-KTM \| + 10" \| \| \| 6. \| Diego Rubio \| Burgos-BH \| + 11" \| \| \| 7. \| Dmitrij Strakhov \| Lokosphinx \| + 12" \| \| \| 8. \| Fabio Duarte \| Manzana Postobón \| + 12" \| \| \| 9. \| Raymond Kreder \| Team Ukyo \| + 13" \| \| \| 10. \| Kirill Svesjnikov \| Lokosphinx \| + 13" \| \| |                   |                              |            |
| |                   |                              |            |
| |                   |                              |            |
| Samlede stilling |                   |                              |            |
| Rytter | Rytter            | Hold                         | Tid        |
| 1. | Carlos Barbero    | Movistar Team                | 8t 49' 26" |
| 2. | Jon Aberasturi    | Euskadi-Murias               | + 1"       |
| 3. | Enrique Sanz      | Euskadi-Murias               | + 9"       |
| 4. | Eduard Prades     | Euskadi-Murias               | + 9"       |
| 5. | Ángel Madrazo     | Delko-Marseille Provence-KTM | + 10"      |
| 6. | Diego Rubio       | Burgos-BH                    | + 11"      |
| 7. | Dmitrij Strakhov  | Lokosphinx                   | + 12"      |
| 8. | Fabio Duarte      | Manzana Postobón             | + 12"      |
| 9. | Raymond Kreder    | Team Ukyo                    | + 13"      |
| 10. | Kirill Svesjnikov | Lokosphinx                   | + 13"      |

### 3. etape
| \| Etaperesultat \| Etaperesultat \| Etaperesultat \| Etaperesultat \| Etaperesultat \| \| Rytter \| Rytter \| Hold \| Tid \| \| \| ------------- \| -------------------- \| ---------------------- \| ------------- \| ------------- \| \| 1. \| Rubén Plaza \| Israel Cycling Academy \| 4t 01' 34" \| \| \| 2. \| Eduard Prades \| Euskadi-Murias \| + 46" \| \| \| 3. \| Carlos Barbero \| Movistar Team \| + 46" \| \| \| 4. \| Colin Joyce \| Rally Cycling \| + 49" \| \| \| 5. \| Mario González Salas \| Sporting-Tavira \| + 51" \| \| \| 6. \| Diego Rubio \| Burgos-BH \| + 51" \| \| \| 7. \| Daniel Mestre \| Efapel \| + 51" \| \| \| 8. \| Dmitrij Strakhov \| Lokosphinx \| + 51" \| \| \| 9. \| Alex Aranburu \| Caja Rural-Seguros RGA \| + 54" \| \| \| 10. \| Frederico Figueiredo \| Sporting-Tavira \| + 54" \| \| |                      |                        |            |
| |                      |                        |            |
| |                      |                        |            |
| Etaperesultat |                      |                        |            |
| Rytter | Rytter               | Hold                   | Tid        |
| 1. | Rubén Plaza          | Israel Cycling Academy | 4t 01' 34" |
| 2. | Eduard Prades        | Euskadi-Murias         | + 46"      |
| 3. | Carlos Barbero       | Movistar Team          | + 46"      |
| 4. | Colin Joyce          | Rally Cycling          | + 49"      |
| 5. | Mario González Salas | Sporting-Tavira        | + 51"      |
| 6. | Diego Rubio          | Burgos-BH              | + 51"      |
| 7. | Daniel Mestre        | Efapel                 | + 51"      |
| 8. | Dmitrij Strakhov     | Lokosphinx             | + 51"      |
| 9. | Alex Aranburu        | Caja Rural-Seguros RGA | + 54"      |
| 10. | Frederico Figueiredo | Sporting-Tavira        | + 54"      |

## Resultater
| \| Samlede stilling \| Samlede stilling \| Samlede stilling \| Samlede stilling \| Samlede stilling \| \| Rytter \| Rytter \| Hold \| Tid \| \| \| ---------------- \| -------------------- \| ---------------------- \| ---------------- \| ---------------- \| \| 1. \| Rubén Plaza \| Israel Cycling Academy \| 12t 51' 07" \| \| \| 2. \| Carlos Barbero \| Movistar Team \| + 35" \| \| \| 3. \| Eduard Prades \| Euskadi-Murias \| + 42" \| \| \| 4. \| Colin Joyce \| Rally Cycling \| + 55" \| \| \| 5. \| Diego Rubio \| Burgos-BH \| + 55" \| \| \| 6. \| Mario González Salas \| Sporting-Tavira \| + 55" \| \| \| 7. \| Dmitrij Strakhov \| Lokosphinx \| + 56" \| \| \| 8. \| Daniel Mestre \| Efapel \| + 57" \| \| \| 9. \| Sergio Higuita \| Manzana Postobón \| + 1' 00" \| \| \| 10. \| Alex Aranburu \| Caja Rural-Seguros RGA \| + 1' 00" \| \| |                      |                        |             |
| |                      |                        |             |
| Kilde: ProCyclingStats |                      |                        |             |
| Samlede stilling |                      |                        |             |
| Rytter | Rytter               | Hold                   | Tid         |
| 1. | Rubén Plaza          | Israel Cycling Academy | 12t 51' 07" |
| 2. | Carlos Barbero       | Movistar Team          | + 35"       |
| 3. | Eduard Prades        | Euskadi-Murias         | + 42"       |
| 4. | Colin Joyce          | Rally Cycling          | + 55"       |
| 5. | Diego Rubio          | Burgos-BH              | + 55"       |
| 6. | Mario González Salas | Sporting-Tavira        | + 55"       |
| 7. | Dmitrij Strakhov     | Lokosphinx             | + 56"       |
| 8. | Daniel Mestre        | Efapel                 | + 57"       |
| 9. | Sergio Higuita       | Manzana Postobón       | + 1' 00"    |
| 10. | Alex Aranburu        | Caja Rural-Seguros RGA | + 1' 00"    |

| Samlede stilling | Samlede stilling     | Samlede stilling       | Samlede stilling | Samlede stilling |
| Rytter           | Rytter               | Hold                   | Tid              |                  |
| ---------------- | -------------------- | ---------------------- | ---------------- | ---------------- |
| 1.               | Rubén Plaza          | Israel Cycling Academy | 12t 51' 07"      |                  |
| 2.               | Carlos Barbero       | Movistar Team          | + 35"            |                  |
| 3.               | Eduard Prades        | Euskadi-Murias         | + 42"            |                  |
| 4.               | Colin Joyce          | Rally Cycling          | + 55"            |                  |
| 5.               | Diego Rubio          | Burgos-BH              | + 55"            |                  |
| 6.               | Mario González Salas | Sporting-Tavira        | + 55"            |                  |
| 7.               | Dmitrij Strakhov     | Lokosphinx             | + 56"            |                  |
| 8.               | Daniel Mestre        | Efapel                 | + 57"            |                  |
| 9.               | Sergio Higuita       | Manzana Postobón       | + 1' 00"         |                  |
| 10.              | Alex Aranburu        | Caja Rural-Seguros RGA | + 1' 00"         |                  |

| Pointkonkurrence | Pointkonkurrence     | Pointkonkurrence       | Pointkonkurrence | Pointkonkurrence |
| Rytter           | Rytter               | Hold                   | Point            |                  |
| ---------------- | -------------------- | ---------------------- | ---------------- | ---------------- |
| 1.               | Carlos Barbero       | Movistar Team          | 49 point         |                  |
| 2.               | Jon Aberasturi       | Euskadi-Murias         | 40 point         |                  |
| 3.               | Eduard Prades        | Euskadi-Murias         | 36 point         |                  |
| 4.               | Raymond Kreder       | Team Ukyo              | 28 point         |                  |
| 5.               | Colin Joyce          | Rally Cycling          | 27 point         |                  |
| 6.               | Rubén Plaza          | Israel Cycling Academy | 25 point         |                  |
| 7.               | Mihkel Räim          | Israel Cycling Academy | 25 point         |                  |
| 8.               | Enrique Sanz         | Euskadi-Murias         | 25 point         |                  |
| 9.               | Kirill Svesjnikov    | Lokosphinx             | 24 point         |                  |
| 10.              | Mario González Salas | Sporting-Tavira        | 20 point         |                  |

| Pointkonkurrence | Pointkonkurrence     | Pointkonkurrence       | Pointkonkurrence | Pointkonkurrence |
| Rytter           | Rytter               | Hold                   | Point            |                  |
| ---------------- | -------------------- | ---------------------- | ---------------- | ---------------- |
| 1.               | Carlos Barbero       | Movistar Team          | 49 point         |                  |
| 2.               | Jon Aberasturi       | Euskadi-Murias         | 40 point         |                  |
| 3.               | Eduard Prades        | Euskadi-Murias         | 36 point         |                  |
| 4.               | Raymond Kreder       | Team Ukyo              | 28 point         |                  |
| 5.               | Colin Joyce          | Rally Cycling          | 27 point         |                  |
| 6.               | Rubén Plaza          | Israel Cycling Academy | 25 point         |                  |
| 7.               | Mihkel Räim          | Israel Cycling Academy | 25 point         |                  |
| 8.               | Enrique Sanz         | Euskadi-Murias         | 25 point         |                  |
| 9.               | Kirill Svesjnikov    | Lokosphinx             | 24 point         |                  |
| 10.              | Mario González Salas | Sporting-Tavira        | 20 point         |                  |

| Bjergkonkurrence | Bjergkonkurrence        | Bjergkonkurrence       | Bjergkonkurrence | Bjergkonkurrence |
| Rytter           | Rytter                  | Hold                   | Point            |                  |
| ---------------- | ----------------------- | ---------------------- | ---------------- | ---------------- |
| 1.               | Daniel Whitehouse       | Interpro Stradalli     | 18 point         |                  |
| 2.               | Rubén Plaza             | Israel Cycling Academy | 9 point          |                  |
| 3.               | Marcos Jurado Rodríguez | Efapel                 | 9 point          |                  |
| 4.               | Omar Mendoza            | Medellín               | 8 point          |                  |
| 5.               | Joaquim Silva           | Caja Rural-Seguros RGA | 4 point          |                  |
| 6.               | Nicolás Paredes         | Medellín               | 4 point          |                  |
| 7.               | Txomin Juaristi         | Fundación Euskadi      | 4 point          |                  |
| 8.               | Robin Carpenter         | Rally Cycling          | 3 point          |                  |
| 9.               | Fabio Duarte            | Manzana Postobón       | 2 point          |                  |
| 10.              | Jordi Simón             | Burgos-BH              | 2 point          |                  |

| Bjergkonkurrence | Bjergkonkurrence        | Bjergkonkurrence       | Bjergkonkurrence | Bjergkonkurrence |
| Rytter           | Rytter                  | Hold                   | Point            |                  |
| ---------------- | ----------------------- | ---------------------- | ---------------- | ---------------- |
| 1.               | Daniel Whitehouse       | Interpro Stradalli     | 18 point         |                  |
| 2.               | Rubén Plaza             | Israel Cycling Academy | 9 point          |                  |
| 3.               | Marcos Jurado Rodríguez | Efapel                 | 9 point          |                  |
| 4.               | Omar Mendoza            | Medellín               | 8 point          |                  |
| 5.               | Joaquim Silva           | Caja Rural-Seguros RGA | 4 point          |                  |
| 6.               | Nicolás Paredes         | Medellín               | 4 point          |                  |
| 7.               | Txomin Juaristi         | Fundación Euskadi      | 4 point          |                  |
| 8.               | Robin Carpenter         | Rally Cycling          | 3 point          |                  |
| 9.               | Fabio Duarte            | Manzana Postobón       | 2 point          |                  |
| 10.              | Jordi Simón             | Burgos-BH              | 2 point          |                  |

| Holdkonkurrence | Holdkonkurrence        | Holdkonkurrence | Holdkonkurrence |
| Hold            | Hold                   | Tid             |                 |
| --------------- | ---------------------- | --------------- | --------------- |
| 1.              | Rally Cycling          | 38t 36' 26"     |                 |
| 2.              | Burgos-BH              | + 2"            |                 |
| 3.              | Caja Rural-Seguros RGA | + 4"            |                 |
| 4.              | Sporting-Tavira        | + 4"            |                 |
| 5.              | Manzana Postobón       | + 5"            |                 |
| 6.              | Efapel                 | + 34"           |                 |
| 7.              | W52-FC Porto           | + 43"           |                 |
| 8.              | Medellín-Éxito         | + 51"           |                 |
| 9.              | Lokosphinx             | + 1' 37"        |                 |
| 10.             | Movistar Team          | + 2' 13"        |                 |

| Holdkonkurrence | Holdkonkurrence        | Holdkonkurrence | Holdkonkurrence |
| Hold            | Hold                   | Tid             |                 |
| --------------- | ---------------------- | --------------- | --------------- |
| 1.              | Rally Cycling          | 38t 36' 26"     |                 |
| 2.              | Burgos-BH              | + 2"            |                 |
| 3.              | Caja Rural-Seguros RGA | + 4"            |                 |
| 4.              | Sporting-Tavira        | + 4"            |                 |
| 5.              | Manzana Postobón       | + 5"            |                 |
| 6.              | Efapel                 | + 34"           |                 |
| 7.              | W52-FC Porto           | + 43"           |                 |
| 8.              | Medellín-Éxito         | + 51"           |                 |
| 9.              | Lokosphinx             | + 1' 37"        |                 |
| 10.             | Movistar Team          | + 2' 13"        |                 |